# Темний полудень
Темний полудень — містичний трилер 1995 року.

## Сюжет
Виявивши на узліссі непритомного юнака, водій вантажівки Джуд привіз його в будинок своїх друзів, Каллі і Клея. Прийшовши до тями, молодий чоловік, який назвався Дарклі Нуном, розповів, що його батьки загинули, а він залишився єдиним, хто уникнув смерті з послідовників релігійного культу.